# Yolaine de Kepper
Yolaine de Kepper, née le 26 août 1925 à Angers et morte le 15 novembre 2007 dans la même ville, est la fondatrice de l'Association française contre les myopathies. Elle est la mère de sept enfants dont quatre garçons atteints de myopathie de Duchenne.

## Dates clés

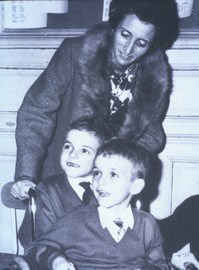
Yolaine de Kepper avec Édouard et Philippe.

- En 1958, création de l'Association française contre les myopathies à Angers, association dont elle va assurer la présidence jusqu'en 1982[1].
- En 1970, elle est la cofondatrice de l'Union européenne des associations de myopathes et vice-présidente jusqu'en 1975.
- En 1980, la résidence Yolaine de Kepper, anciennement La Forêt, à Saint-Georges-sur-Loire, ouvre ses portes.
- En 1988, elle écrit un livre Les Enfants myopathes : un pari sur l'espérance, Paris, Fayard, 1988, 251 p. (ISBN 2-213-02187-2)
- En 1997, l'AFM crée le programme d'habitat-services Gâte-Argent à Angers.
- En 2009, le pôle Yolaine de Kepper s'agrandit avec l'ouverture d'un Village répit familles baptisé « La Salamandre » dans l'enceinte de la résidence.

## Décorations
- Médaille d'argent de l'Académie nationale de médecine (1963)
- Médaille d'honneur de la ville d'Angers (1972)
- Chevalier de l'ordre national du Mérite (1975)
- Chevalier de la Légion d'honneur (1996)[2]

### Citations
« Sans elle, sans cette association et les familles mobilisées, le Téléthon n'aurait jamais pu exister. »

— Auteur, Bernard Barataud (Président AFM 1982 a 2001)